# Doris Plenert
Doris Plenert (* 24. Dezember 1953) ist eine deutsche Schauspielerin, Theaterregisseurin, Rundfunksprecherin, Journalistin und Buchautorin.

## Leben

### Ausbildung und Theater
Doris Plenert wuchs in Babelsberg auf. Sie studierte nach dem Abitur zunächst von 1972 bis 1976 Philosophie an der Humboldt-Universität in Berlin. Anschließend war sie von 1976 bis 1978 als Dramaturgin am DEFA-Dokumentarfilm-Studio tätig.
1978 übernahm sie neben Christine Schorn eine Hauptrolle in dem DEFA-Kinospielfilm Nachtspiele. Von 1978 bis 1981 absolvierte sie anschließend ihr Schauspielstudium an der Schule für Schauspielkunst „Ernst Busch“ in Berlin. 1980 trat sie in Berlin am Theater im Palast auf. 1981 spielte sie an den Bühnen der Stadt Gera die Virginia in dem Musical Das Gespenst von Canterville. Es folgten von 1981 bis 1984 weitere Theaterengagements in der DDR, u. a. am Theater im Palast in Berlin, am Theater Weimar und am Theater Zittau. Zu ihren Rollen in der DDR gehörten u. a. Margherita in Bezahlt wird nicht von Dario Fo (Gerhart-Hauptmann-Theater Zittau, 1981), Charly in Die neuen Leiden des jungen W. von Ulrich Plenzdorf (Gerhart-Hauptmann-Theater Zittau, 1981), Anina in Der Impresario von Smyrna von Carlo Goldoni (Gerhart-Hauptmann-Theater Zittau, 1982), Inge in der Operette Die wilde Auguste von Walter Kollo (Gerhart-Hauptmann-Theater Zittau, 1982) und die Königin Elisabeth von Valois in Don Carlos (Friedrich-Wolf-Theater Neustrelitz, 1983).
Sie gründete in der DDR ihre eigene freie Theatertruppe „Kinderzirkus Streusselschnecke“, mit der sie 1983/84 in Ost-Berlin auftrat. Nach einer Auseinandersetzung mit der Staatsführung der DDR ließ man sie 1984 in den Westen ausreisen.
Im Westen hatte sie Festengagements am Stadttheater Basel (1984–1986) und am Kölner Schauspielhaus (1986–1990). Am Stadttheater Basel trat sie u. a. als Marina in Demetrius (1984), als Anna in Der jüngste Tag von Ödön von Horváth (1984), in der Titelrolle von Nora. Ein Puppenheim (1985), als Lydia in Die Kassette von Carl Sternheim (1986) und als Abigail in Hexenjagd (1986) auf. Am Schauspiel Köln spielte sie u. a. Mariana in Maß für Maß (1986), Ida in Liebe und Magie in Mammas Küche von Lina Wertmüller (1988), die Lehrerin in Die Rassen von Ferdinand Bruckner (1988; Regie: Peter Löscher), Adriane in Eine Mittsommernachtssexkomödie von Woody Allen (1989), Dinah in So ist es wie es Ihnen scheint von Luigi Pirandello (1989), Ismene in Antigone (1989), Mascha in Die Möwe (1990) und Lady Montague in Romeo und Julia (1990; Regie: Jaroslav Chundela).
Seit 1990 ist sie als freischaffende Schauspielerin, Regisseurin und Autorin tätig. 1992 trat sie bei den Bad Hersfelder Festspielen als Puck in Shakespeares Komödie Ein Sommernachtstraum auf. Hierfür wurde sie 1992 mit dem Hersfeld-Preis ausgezeichnet. 1993 war sie am Zimmertheater Heidelberg engagiert. Sie spielte dort die Paulina in dem Theaterstück Der Tod und das Mädchen.
Sie wirkte seither auch in zahlreichen freien und alternativen Theaterprojekten und -projekten mit. Sie spielte am Agrippa-Theater/Theater im Agrippa-Bad in Köln (1996 als Marquise de Merteuil in Quartett; 2000 als Pozzo in Warten auf Godot), am Théâtre des Capucins in Luxemburg (1999, 2003 und 2005) und mehrfach am Prinz Regent Theater in Bochum (2002, 2004–2006). In der Spielzeit 2009/10 trat sie dort als Kurfürstin und von Kottwitz in Der Prinz von Homburg auf. In der Spielzeit 2014/15 spielte sie am Prinz Regent Theater in Bochum die Rolle der Mama in Reden mit Mama.
Seit 2003 trat Plenert regelmäßig am Theater im Bauturm in Köln auf. Sie spielte dort u. a. alle Frauenrollen (Linda Loman, die Frau, das Fräulein) in Der Tod eines Handlungsreisenden (2003), Margrethe Bohr in Kopenhagen von Michael Frayn (2003), Frau Müller in Frau Müller muss weg! von Lutz Hübner (2011) und Melissa Gardner in Love Letters (2012). 2013 übernahm sie dort die Rolle der Lady Augusta Bracknell in Bunbury (2013).
Seit 2007 trat Plenert auch regelmäßig am Theater der Keller in Köln auf. Sie spielte dort die Honor in In allen Ehren von Joanna Murray-Smith (2007; Regie: Hanfried Schüttler), Laura Stratton in Glückliche Zeiten von Alan Ayckbourn (2008; Regie: Kathrin Sievers), Mary in Eines langen Tages Reise in die Nacht (2008; Regie: Hanfried Schüttler), Elisabeth I. in Maria Stuart (2009; Regie: Herbert Wandschneider) und die Buchhalterin Olga in Nordost von Torsten Buchsteiner (2011; Regie: Daniel Kuschewski).
2013 trat sie am Freien Werkstatt Theater Köln als Wärterin Nikita in Zimmer Nummer Sechs nach der Novelle von Anton Tschechow auf. 2013 gastiertet sie am Hessischen Landestheater Marburg in dem Kindertheaterstück Das Buch von allen Dingen als Frau Klöpper (Mutter).
Seit 2001 ist Plenert als Schauspieldozentin an der Arturo Schauspielschule in Köln tätig. Sie ist auch mehrfach als Theaterregisseurin hervorgetreten. 2002 hatte ihre Inszenierung von Shakespeares Sommernachtstraum an der Arturo Schauspielschule in Köln Premiere.

### Film und Fernsehen
In dem DEFA-Kinofilm Nachtspiele (1979) hatte Plenert, ohne vorher eine Schauspielausbildung erhalten zu haben, ihre erste Kinorolle unter der Regie von Werner Bergmann. Ende der 1980er Jahre nahm sie dann, nach Jahren ausschließlicher Bühnentätigkeit, ihre Filmarbeit wieder auf. Seit den 1990er Jahren wirkte sie, meist in Nebenrollen, in zahlreichen Fernsehfilmen und Fernsehserien mit.
Zu ihren frühen Fernseharbeiten gehörte ihre Wirkung in der Comedy-Serie T.V. Kaiser; sie spielte dort verschiedene Rollen, u. a. eine Mutter im Publikum. 1996 übernahm sie in der RTL-Serie Unter uns die Rolle der Rosemarie Dinkel; sie war die Sekretärin des Kunstprofessors Dr. Joachim Albrecht (Alexander Osteroth). In der Fernsehserie Geliebte Schwestern hatte sie von 1997 bis 1998 als Frieda Beck, Mutter der Schwesternschülerin Michaela „Micki“ Beck (Mareike Fell), eine der Hauptrollen.
In dem deutsch-französisch-niederländischen Film Rembrandt (1999) von Charles Matton spielte sie die kleine Rolle einer Bürgersfrau. In der Fernsehreihe Die Musterknaben spielte sie im 2./3. Teil der Reihe (1999/2003) die Rolle der Kommissarin Humbold. in dem Fernsehfilm Du bist mein Kind (2002; mit Sabine Postel in der Hauptrolle) war sie die Hebamme Barbara. In dem ZDF-Krimi Wilsberg: Der Minister und das Mädchen (2004) hatte sie die Rolle der Frau Uhlenbrock; sie spielte die Ehefrau von Kriminalrat Uhlenbrock. In dem Fernsehfilm Prager Botschaft (2007) übernahm sie die Rolle der Großmutter Gertraude Herfurth. In dem Fernsehfilm Besondere Schwere der Schuld (2014) von Kaspar Heidelbach hatte sie die Nebenrolle der Gerda Reet; sie war die Ehefrau des früheren Kriminalbeamten Fritz Reet (Hans-Martin Stier).
In der 9. Staffel der TV-Serie In aller Freundschaft – Die jungen Ärzte (2023) übernahm sie eine Episodenhauptrolle als Patientin Ada Heinemann, die nach ihrem Berufsleben als Lehrerin plant, mit ihrem Mann nach Schweden auszuwandern.
Plenert hatte außerdem Episodenrollen u. a. in den Serien Die Wache (1994; als Frau Osterwald, Mitarbeiterin im Sozialamt), Lindenstraße (1997; als Frau Dr. Kramer), Stadtklinik (1998), Anke (2001; als Frau Korff), SK Kölsch (2005; als Mutter Lutter), Der Elefant – Mord verjährt nie (2005; als Pensionsbesitzerin Frau Rogge), SOKO Leipzig (2005; als durch eine misslungene Schönheitsoperation entstellte Taxiunternehmerin Vera Rettenbach),SOKO 5113 (2009; als Stasi-Informantin Brigitte Jentsch), Danni Lowinski (2013; als Nachbarin), Rentnercops - Jeder Tag zählt! (2015; als Rentnerin Ilse) und SOKO Köln (2016; als Nachbarin und Zeugin Hildegard Schmitz).

### Sprecherin und Autorin
Seit 1985 arbeitet Plenert als Sprecherin für Hörspiele (u. a. Minna von Barnhelm; SWF 1985) und Radio-Features, u. a. beim WDR, beim Deutschlandfunk und beim Deutschlandradio. Sie nahm auch Hörbücher (u. a. Das Foucaultsche Pendel) und Audiobooks auf.
Plenert veröffentlichte unter dem Namen Doris Siekmeyer mehrere Bücher: Köln – die nördlichste Stadt Italiens, Ausländer – Menschen in Deutschland, Echt Kölsch, Die Philosophie der Schraube und Görlitz – Das Tor zum Osten. Sie verfasste außerdem politische Reportagen, sowie Kriegs- und Reisereportagen (u. a. Angola, Georgien, die Volksrepublik China, Sri Lanka, Südamerika). Sie lebt in Köln.

## Filmografie (Auswahl)
- 1979: Nachtspiele (Kinofilm; DEFA)
- 1988: Spielergeschichten (Fernsehserie)
- 1994: Die Wache (Fernsehserie; Folge: Treibjagd)
- 1996: T.V. Kaiser (Comedyserie; 14 Folgen)
- 1996: Unter uns (Fernsehserie; 49 Folgen)
- 1997: Lindenstraße (Fernsehserie; Folge: Intensiv)
- 1997–1998: Geliebte Schwestern (Fernsehserie)
- 1998: Stadtklinik (Fernsehserie; 2 Folgen)
- 1998: Die Wache (Fernsehserie; Folge: Nicht meine Mutter!)
- 1999: Die Wache (Fernsehserie; Folge: Das Skelett)
- 1999: Die Musterknaben 2 (Fernsehreihe)
- 1999: Rembrandt (Kinofilm)
- 2001: Anke (Fernsehserie; Folge: Anke, manchmal komme ich mir dumm vor)
- 2001: Tatort: Mördergrube (Fernsehreihe)
- 2001: Schimanski: Kinder der Hölle (Fernsehreihe)
- 2002: Du bist mein Kind (Fernsehfilm)
- 2002: Olgas Sommer (Kinofilm)
- 2003: Die Musterknaben 3 – 1000 und eine Nacht (Fernsehreihe)
- 2004: SK Kölsch (Fernsehserie; Folge: Elvis lebt)
- 2004: Wilsberg: Der Minister und das Mädchen (Fernsehreihe)
- 2005: SK Kölsch (Fernsehserie; Folge: Jeder gegen jeden)
- 2005: Der Elefant – Mord verjährt nie (Fernsehserie, Folge Der Duft der Angst)
- 2005: SOKO Leipzig (Fernsehserie; Folge: Die Moorleiche)
- 2007: Prager Botschaft (Fernsehfilm)
- 2009: SOKO 5113 (Fernsehserie; Folge: Flüchtige Liebe)
- 2013: Danni Lowinski (Fernsehserie; Folge: Haussklavin)
- 2013: Westen (Kinofilm)
- 2013: Du bist dran (Fernsehfilm)
- 2014: Besondere Schwere der Schuld (Fernsehfilm)
- 2015: Rentnercops – Jeder Tag zählt! (Fernsehserie; Folge: Keine ruhige Minute)
- 2016: Hotel Heidelberg: Tag für Tag (Fernsehreihe)
- 2016: SOKO Köln (Fernsehserie; Folge: Der einzige Ausweg)
- 2017: Die Füchsin – Spur auf der Halde (Fernsehreihe)
- 2018: Parfum – Herzakkord/Fesselung (Fernsehserie, zwei Folgen)
- 2019: Eine Klasse für sich (Fernsehfilm)
- 2020: Der Lehrer (Fernsehserie; Folge: Das sollen mir die Toten mal selbst erklären)
- 2020: Breaking Even (Fernsehserie)
- 2020: Wilsberg: Alles Lüge (Fernsehreihe)
- 2022: Horst Lichter – Keine Zeit für Arschlöcher (Fernsehfilm)
- 2022: Die Eifelpraxis: Unter Druck (Fernsehreihe)
- 2022: Tatort: Spur des Blutes (Fernsehreihe)
- 2023: Tatort: Du bleibst hier (Fernsehreihe)
- 2023: Marie Brand und die falsche Wahrheit (Fernsehreihe)
- 2023: In aller Freundschaft – Die jungen Ärzte (Fernsehserie, Folge: Donnerwetter)
- 2024: Finsteres Herz – Die Toten von Marnow 2 (Fernsehserie)
- 2025: Wilsberg: Mit allen Wassern gewaschen (Fernsehreihe)